# Didemnum patalum
Didemnum patalum är en sjöpungsart som först beskrevs av William Abbott Herdman 1899.  Didemnum patalum ingår i släktet Didemnum och familjen Didemnidae. Inga underarter finns listade i Catalogue of Life.